# Wzgórze Gowardana

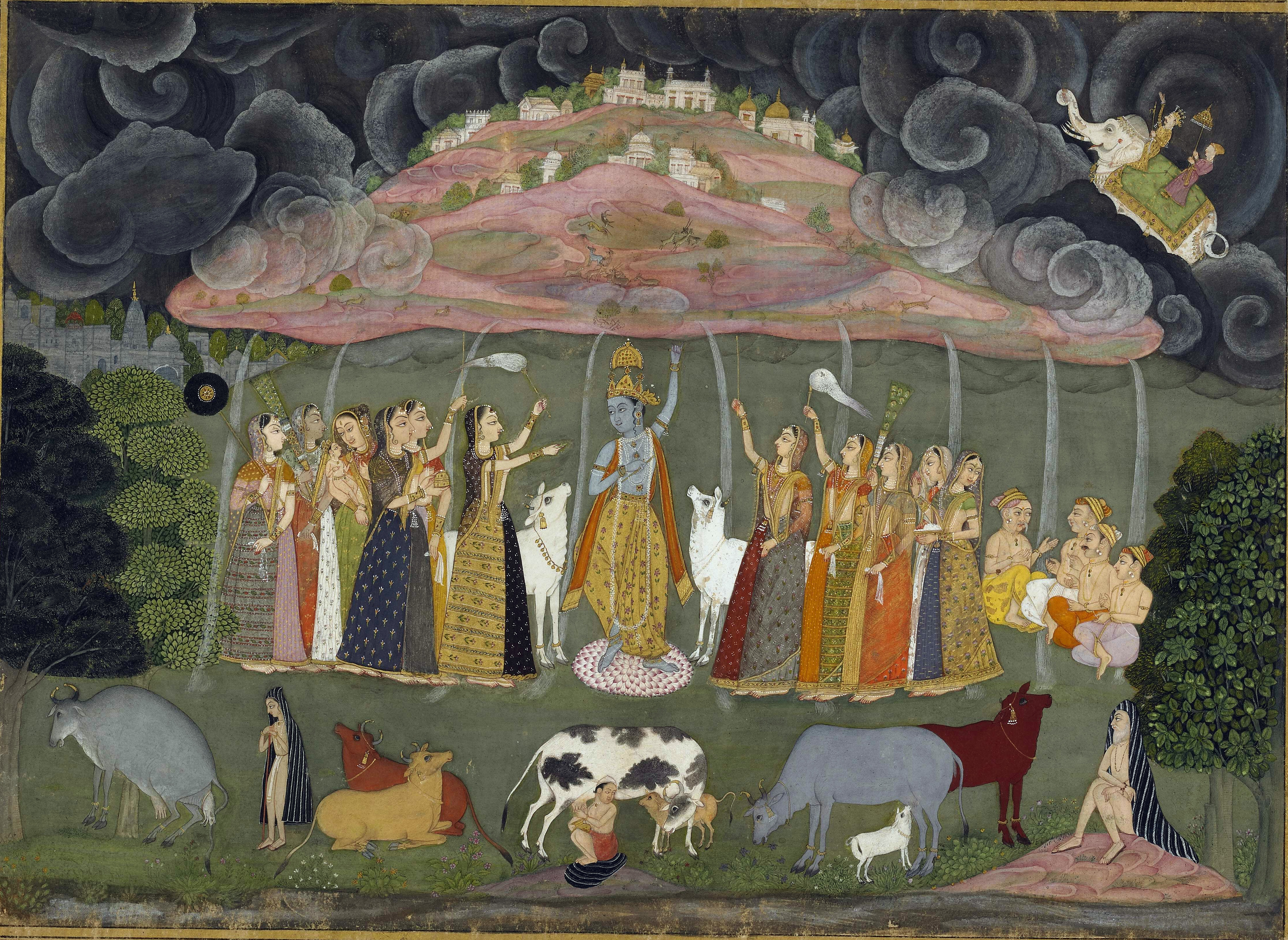
Kryszna podnosi wzgórze Gowardana

Wzgórze Gowardana (sanskr.:गोवर्धन, trl. Govardhana) – święte wzgórze, znajdujące się koło miasta Wryndawan w Indiach. Jest to miejsce ważne dla wyznawców wisznuizmu a szczególnie krysznaizmu i Gaudija wisznuizmu.

## Etymologia
- Nazwa wzgórza pochodzi od słowa go= krowa lub zmysły i vardhana= zwiększać i tłumaczona jest przez wisznuitów jako: Ta, która powiększa zakres zmysłów, czyli zwiększa oddanie i miłość dla Najwyższej Osoby Boga- Kryszny – Bhagawana. Przebywanie w pobliżu góry ma przybliżać wieczną duszę (atmana) do Boga.
- W źródłach indologicznych podaje się natomiast znaczenia: hodowca krów, wychowawca krów, opiekun krów, w oparciu o słownikowe znaczenie słowa vardhana jako rozwijanie, wzrastanie, powiększanie, pobudzanie. Uściślone znaczenie dla govardhana stąd brzmi np. gowardhana to góra powodująca wzrost krów trawą[1].

## Znaczenie
Wzgórze jest uznawane za święte, ponieważ tu i w okolicach spędzili dzieciństwo i młodość dwaj boscy bracia: Kryszna i Balarama (będący razem Najwyższą Osobą Boga) a Kryszna jako dziecko dokonał cudu, podnosząc wzgórze Gowardana na jednym palcu ręki, aby osłonić pasterzy i krowy przed deszczem.
Według Śrimadbhagawatam Indra był zazdrosny o dziecko Krysznę, któremu wszyscy oddawali cześć jako Najwyższemu Absolutowi i źródłu wszystkich żywych istot, w tym także dewów. Dlatego Indra zebrał wszystkie chmury i nakazał im wylewać potoki wody na okolice Vrindavanu, gdzie z pasterzami przebywał Kryszna. Ulewa trwała nieprzerwanie przez 7 dni i nocy. Wówczas Kryszna jednym palcem podniósł wzgórze i trzymając je jak parasol, osłonił przed deszczem krowy i pasterzy. Indra musiał uznać się za pokonanego i zaczął modlić się do Kryszny, po czym odszedł do swojej niebiańskiej siedziby. Ten mit został spopularyzowany na świecie przez ruch Hare Kryszna.

## Kult
Corocznie rzesze pielgrzymów podczas ceremonii parikrama okrążają Gowardanę modląc się, medytując i śpiewając pieśni religijne (bhadźan).